# Theresienwiese

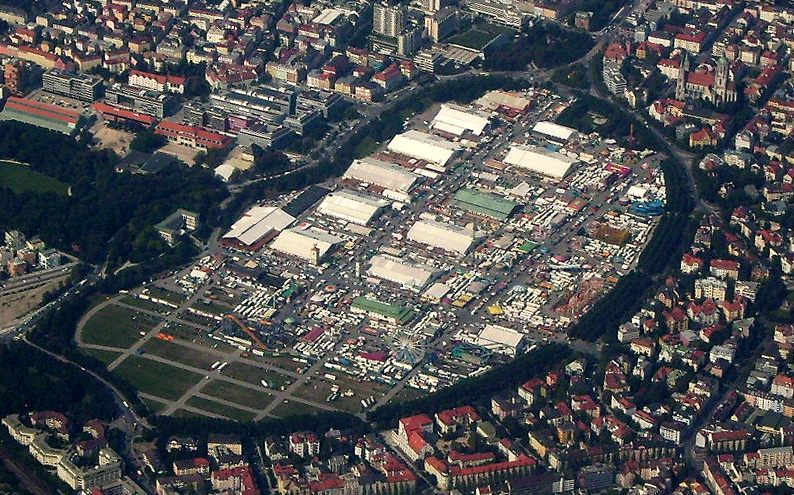
La Theresienwiese à la veille de l'ouverture de l'Oktoberfest en 2006.

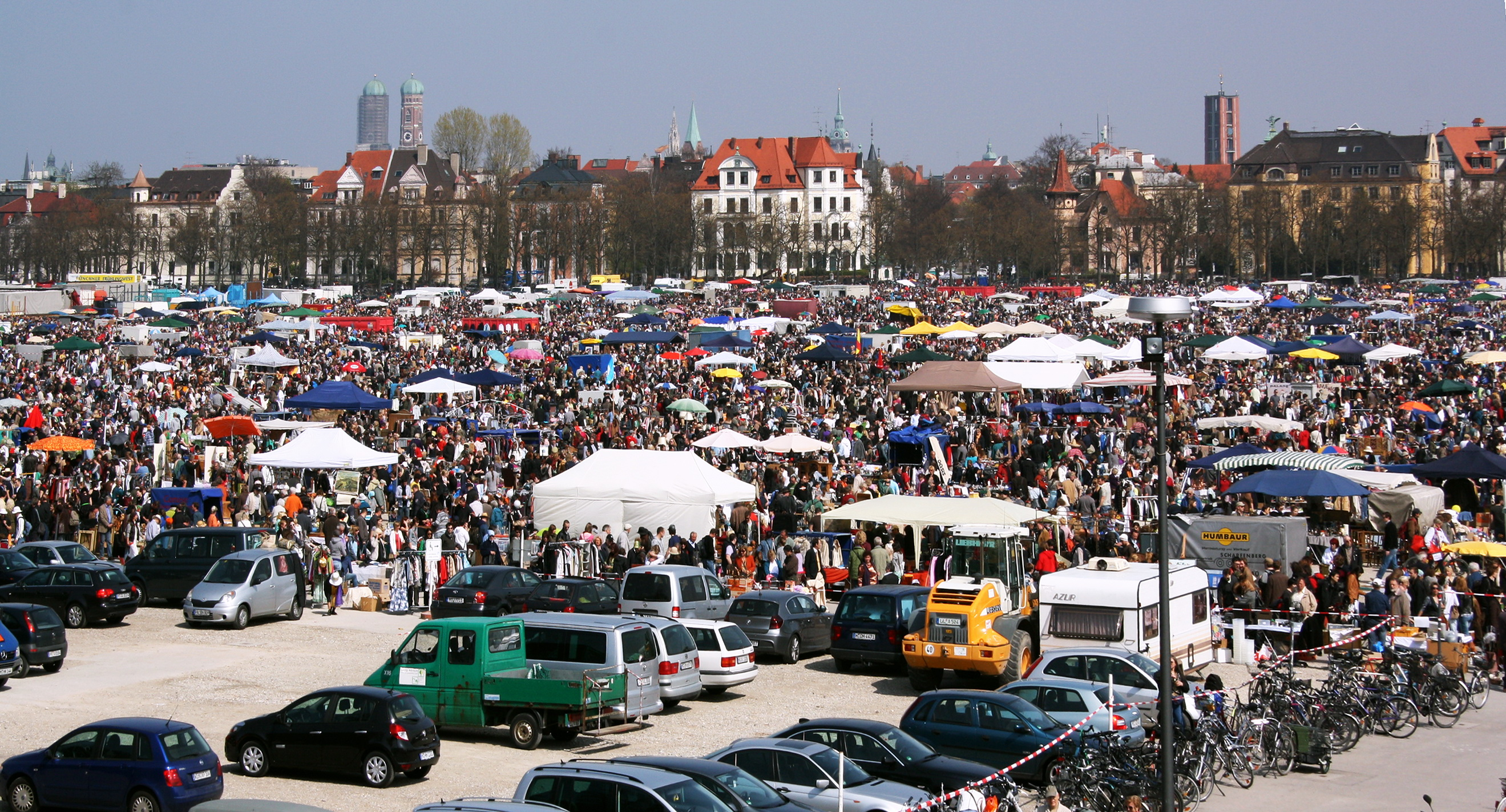
Braderie pour le début de la Frühlingsfest, en 2010

La Theresienwiese est une vaste place bétonnée de 42 hectares se trouvant dans le quartier de Ludwigsvorstadt-Isarvorstadt à Munich. Une statue de 18,52 m, nommée Bavaria (une allégorie de la Bavière) trône sur la place accompagnée de son hall de la gloire. L'histoire de la Theresienwiese est intimement liée à celle de l'Oktoberfest qui s'y déroule chaque année en septembre. Toutefois d'autres événements s'y déroulent tout au long de l'année, on citera : la Frühlingsfest fin avril/début mai et Tollwood en décembre. Elle accueille aussi diverses braderies.

## Histoire

### Début

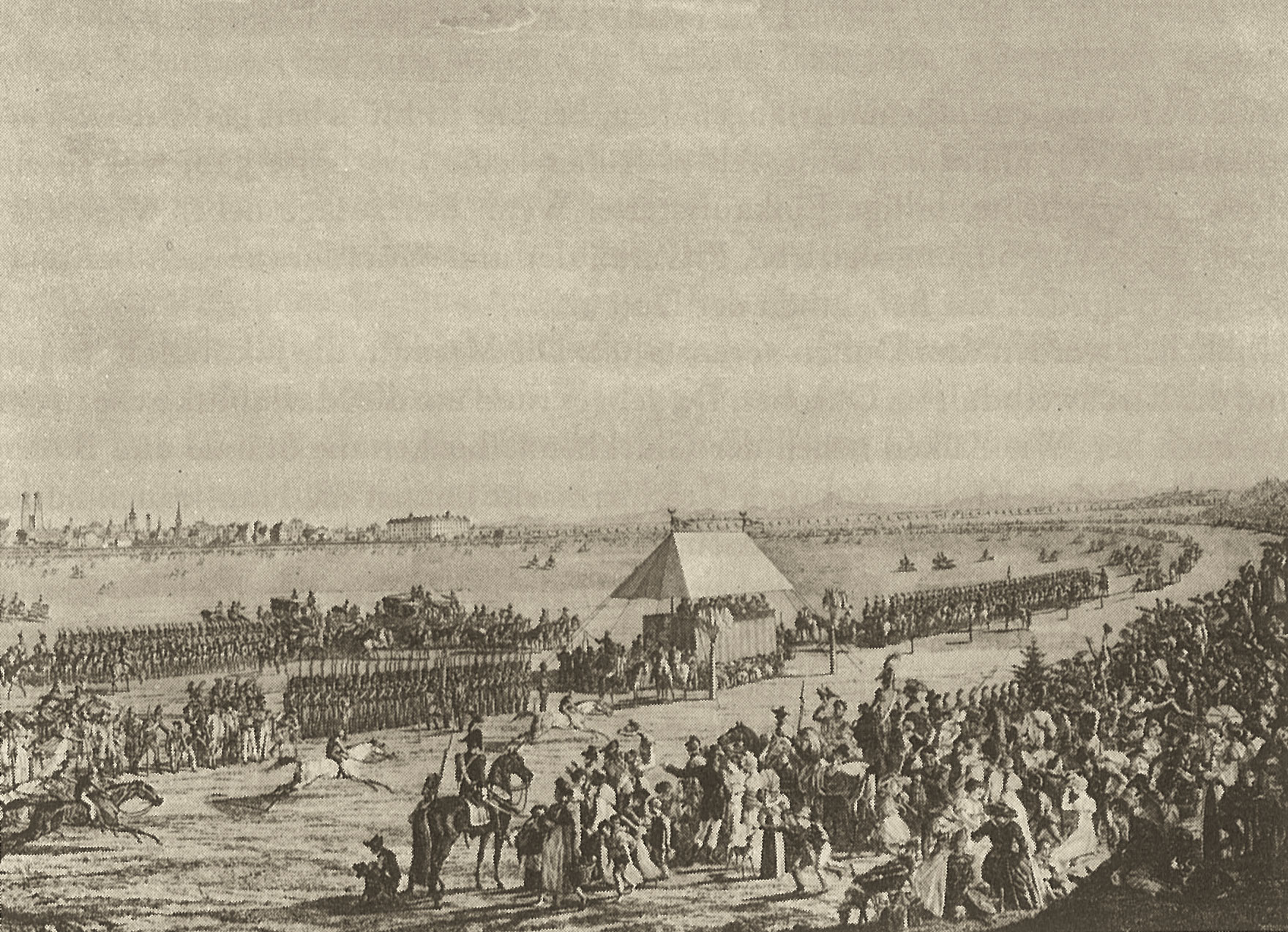
Course hippique sur Theresienwiese, 1870

L'histoire de la Theresienwiese débute avec la première Oktoberfest le 17 octobre 1810. Sur une idée de Franz Baumgartner du 28 septembre 1810, Louis fait organiser une course hippique pour célébrer son mariage avec Thérèse de Saxe-Hildburghausen. L'organisation est attribuée à Andreas Michael Dall’Armi. Le terrain où se déroule la course est attribué pour des raisons logiques. Il est aux portes de la ville, dans l'ensemble plat mais comporte une petite colline : la Sendlinger Berg, qui fait office de tribune naturelle. La première course est remportée par Franz Baumgartner.

### Nom
La Theresienwiese est tout d'abord appelée Theresens-Wiese, ce qui est confirmé par un écrit du prince-héritier  Louis le 19 novembre 1810. C'est seulement à partir de 1815 environ que commence à s'imposer le nom de Theresienwiese.
Le nom de Theresienwiese désigne par extension l'Oktoberfest s'y déroulant. Pour cet usage le nom est encore raccourci. Dans les années 1890, on trouve les premières traces écrites de la désignation de la place par le mot Wiesen. Celui-ci deviendra Wies'n (prononciation bavaroise des "en"). En 1985, l'office du tourisme de Munich emploie pour la première fois le mot Wiesn sans apostrophe.

### Développement de la fête et construction de Bavaria

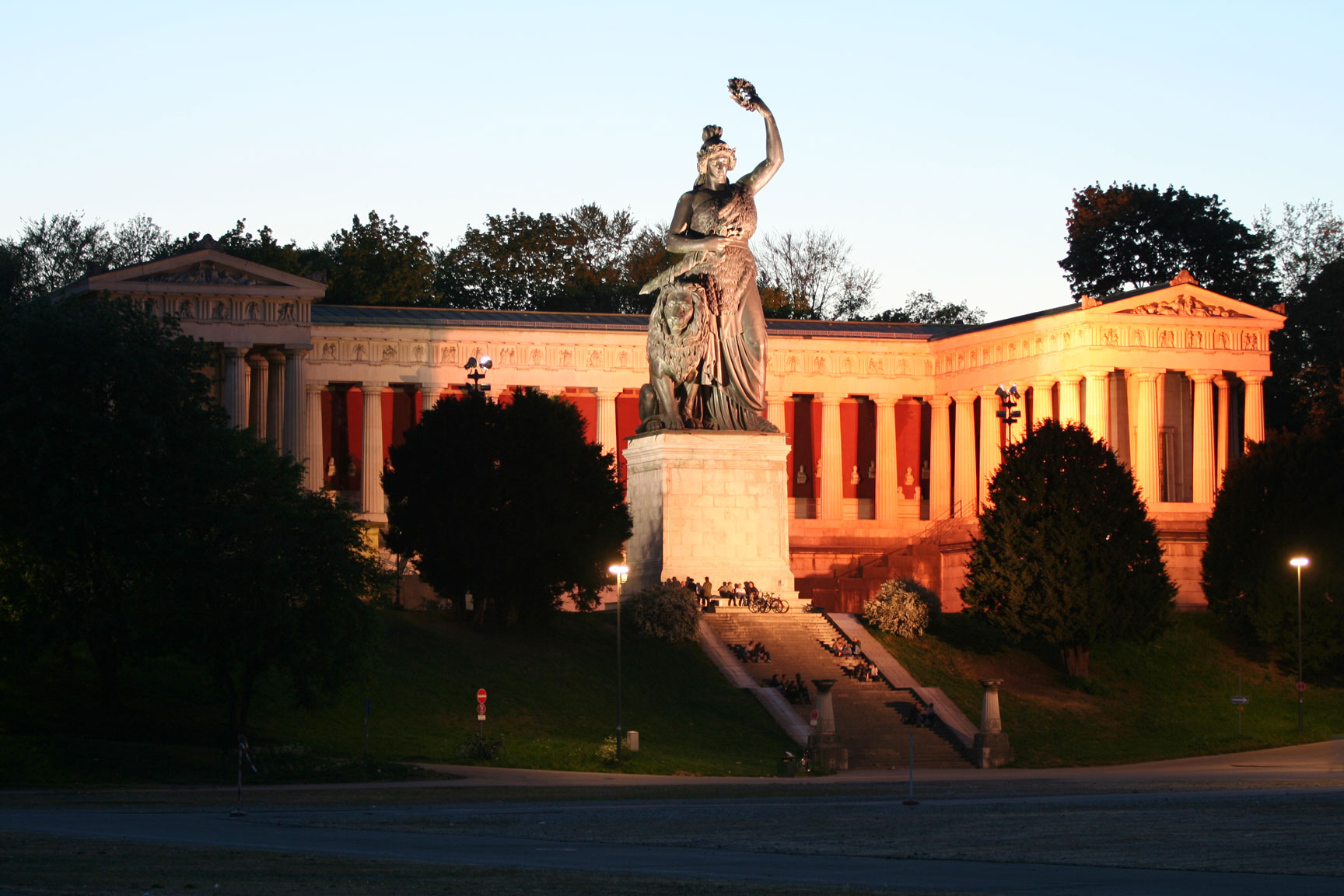
Statue Bavaria

Par la suite, la fête devient annuelle et une foire agricole y est également organisée en plus de la course hippique. La Theresienwiese s'agrandit grâce à des rachats de terrain et atteint, en 1826, 28 hectares. Louis I fait la commande d'un monument pour célébrer la Bavière sur la Theresienwiese et en charge Leo von Klenze. Ce dernier choisit le sculpteur Ludwig von Schwanthaler pour réaliser une statue colossale dont les plans datent de 1837. En 1850, la statue représentant une femme, allégorie de la Bavière, tenant une couronne de laurier à la main avec un chien à ses pieds est terminée. La statue fait 18,52 m de haut et est placée sur un socle de 8,92 mètre. En 1853, le hall de la gloire se trouvant derrière elle, est à son tour inauguré.

### Arrivée des grandes tentes
La fin du XIXe siècle est marquée par le début de la construction de grandes tentes démontables sur la Theresienwiese pour l'Oktoberfest. En 1895, la tente Zum Winzener Fähndl est érigée, suivie en 1897 par la Schottenhamel-Festhalle. En 1898, le hall géant de Georg Lang est construit, il fait 2 000 m2. En 1907, des emplacements d'environ 1 800 m2 sont établis pour que les six brasseries y construisent leurs Halls. De plus on notera qu'en 1886, l'électricité arrive sur la fête et en 1887 des canalisations d'eau et de gaz.

### Attractions et époque moderne
La fin du XIXe voit également le développement des attractions et des spectacles.
En 1924, la ville veut construire un stade sur la Theresienwiese et de la transformer en parc des expositions, mais rencontre une forte résistance des visiteurs de l'Oktoberfest et le projet est abandonné.
En 1930, la Theresienwiese est organisée de manière définitive avec des rues et des emplacements bien définis, alimentés en eau, gaz et électricité. Les artères principales font désormais 35 mètres de large et les tentes sont séparées de 16 mètres.
Pour des raisons de sécurité, depuis 2010 170 blocs de béton ont été mis en place autour de la prairie, afin d'éviter qu'une voiture ou un camion piégé ne puisse forcer l'entrée pour exploser dans l'enceinte des festivités.

## Géographie
La Theresienwiese se trouve dans le quartier actuel de Ludwigsvorstadt-Isarvorstadt. À l'origine elle se trouvait directement à l'extérieur de la ville, face à la Sendlinger Tor. L'emplacement est choisi à cause de sa petite colline, la Sendlinger Berg, qui fait office de tribune naturelle pour les courses hippiques. La forme de la place est donnée par la piste de 3 370 m de long et de forme ovale. À partir de 1830, la piste est réduite à 1 850 m, puis à 1 622 m en 1861 avant enfin d'atteindre 1 800 m en 1898.
Actuellement la Theresienwiese est entourée du Bavaria-Ring à l'est, de Theresienhöhe à l'ouest et la Hans-Fischer-Straße au sud. L'église St Paul, construite en 1892 dans le même quartier, se trouve non loin de la place. La Wiesn est traversée par de nombreuses rues (qui ne se matérialisent que lorsque les tentes sont là). Les deux grands axes qui la traversent sont la Matthias-Pschorr-straße face à la Bavaria, et la Wirtsbudenstraße qui passe devant toutes les tentes et qui est orthogonale à la première,.

## Transport en commun

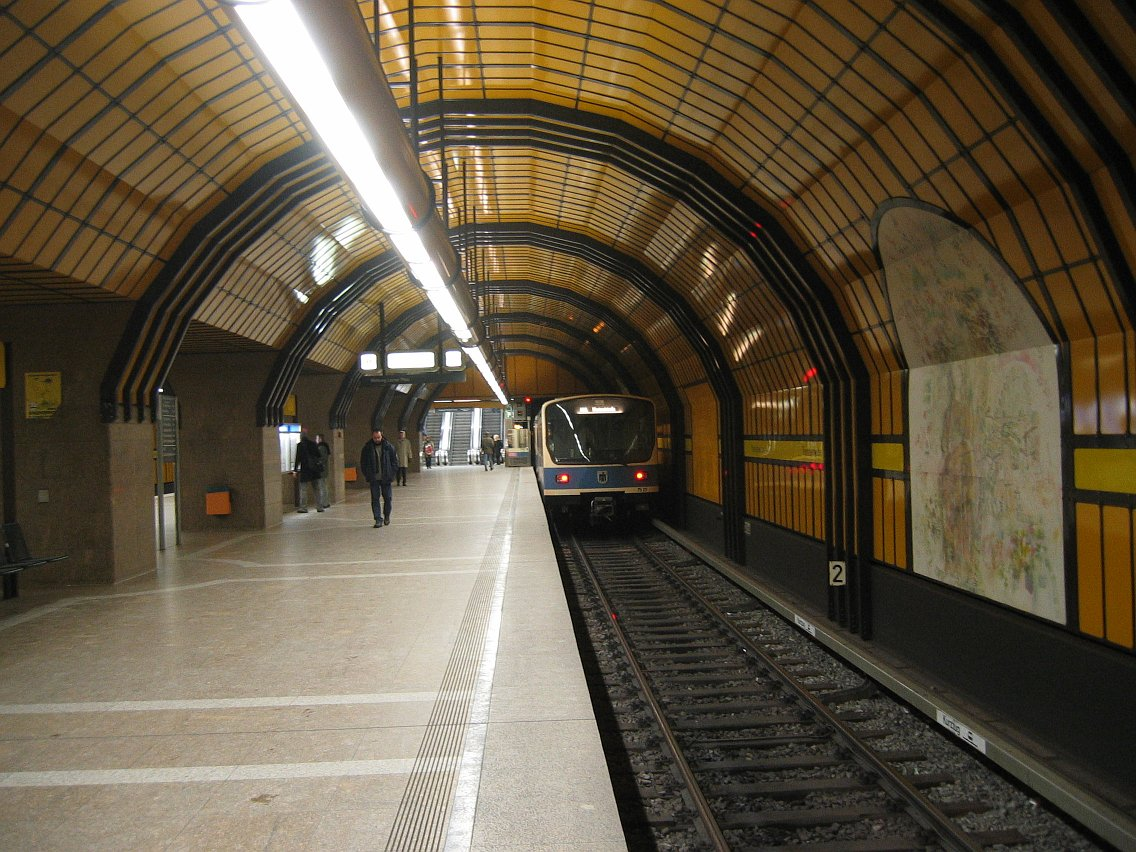
Station de métro Theresienwiese

Au total cinq stations de métro et de S-Bahn (RER local) desservent la Wiesn, à savoir : Theresienwiese (U4-U5), Schwanthalerhöhe (U4-U5), Goetheplatz (U3-U6), Poccistraße (U3-U6), Hackerbrücke (S1 à 8). En plus des métros et des S-Bahn, des  lignes de bus et de tramway desservent la Wiesn.
La station de U-bahn Theresienwiese a été construite par l'architecte Alexander von Branca et inaugurée en 1984. Une extrémité donne directement sur la place, tandis que l'autre aboutit à l'église Saint-Paul. Elle est de couleur jaune et noir, les couleurs de la ville de Munich. Elle rappelle l'intérieur des tentes de l'Oktoberfest. Les huit fresques de Ricarda Dietz sont également liées à la fête.